# Horol (Ukrajna)
Horol (ukránul: Хорол) város Ukrajna Poltavai területén, a Horoli járás székhelye. Lakossága a 2001-es népszámlálás idején 14 643 fő volt, 2008-ban a becsült lakosságszám 16 400 fő volt.
Horol a Rudka folyó mentén fekszik, mely a várostól 4 km-re ömlik a Horol folyóba. Mellette halad el az M 03 jelzésű Kijev–Harkiv autóút. Vasúti összeköttetése és vasútállomása van. Gazdaságában az élelmiszeripar dominál.

## Története
A poltavai térség legősibb települései közé tartozik. Nevét az azonos nevű folyóról kapta, mely gyorsat jelent. Első írásos említése 1083-ból, II. Vlagyimir idejéből származik. A tatár támadások idején a terület többi településéhez hasonlóan elpusztult. 1362-ben a Litván Nagyfejedelemség fennhatósága alá került. 1569-ben a lublini unióval a terület a lengyel–litván államszövetséghez került. A település csak a 16. század végén indult fejlődésnek. Egy 1647-es összeírás az akkor már jelentős településnek számító Horolban 1279 portát említ.
1464-ben a város kozák századot alkotott, amely a mirgorodi ezred alárendeltségében volt. Ez a kozák közigazgatási rendszer csak a hetmanátus 1764-es felszámolása után szűnt meg. A horoli század Bohdan Hmelnickij oldalán részt vett a kurszuni, a zborivi, a livivi, a zamośći, a piljavai és a beresztecskói csatákban. 1709-ben a horoli század a poltavai csatában Nagy Péter oldalán harcolt.
A kozák időszakot követően, az Orosz Birodalom fennhatósága alá került balparti Ukrajnában II. Katalin orosz cárnő 1781-es rendelete alapján 1782-ben végrehajtott közigazgatási átalakítást követően Horol járási központ lett. Ekkor kapta a város a jelenleg is használt címerét (vörös pajzson egy nyílvessző és egy szablya). A város 1802-ben az újonnan felállított Poltavai kormányzóság alárendeltségébe került, megőrizve járási székhelyi státuszát.
1802-ben a települést 3583 lakos lakta. 1805-ben a Horol és a Lahodinka folyók összefolyásánál egy 25 hektár területű erődöt építettek. A napóleoni háborúk 1812-es keleti hadi eseményei a várost elkerülték.
Az 1905–1907 közti orosz forradalmak idején Horolban is sor került demonstrációkra. Az első világháború idején, 1916–1917 között Horolban állomásozott a 8. uráli kozákezred. Ennél az egységnél szolgált orvosként Vlagyimir Pavlovics Birjukov, aki 1917-ben múzeumot hozott létre Horolban.
Még 1917 májusának elején megalakult Horolban a munkásküldöttek tanácsa. 1920 augusztusában Horol és még 18 másik település a Poltavai kormányzóságtól az újonnan létrehozott Kremencsuki kormányzósághoz került. Az 1920-as évek végén elkezdődött a környéken a mezőgazdaság kollektivizálása és gépesítése. Ennek kiszolgálására mezőgazdasági technikum létesült. Az 1932–1933-as ukrajnai éhínség erősen sújtotta a térséget. Az áldozatos pontos számáról nincsenek hivatalos adatok.
A város történetében jelentős időszak volt 1939 decembere, amikor megnyitották a helyi gépgyárat, mely textilipari berendezésekhez gyártott pótalkatrészeket. 1937-ben ismét a poltavai közigazgatási egységhez, az 1937. szeptember 22-én létrehozott Poltavai területhez csatolták.
A második világháború alatt Horolt 1941. szeptember 13-án foglalta el a német hadsereg. A német megszállás 1943. szeptember végéig tartott. 1941 októberében a település zsidó lakosságát elhurcolták, közülük 460 főt (öregeket, nőket és gyerekeket) a város határában agyonlőtték. A német hadsereg 1941 szeptemberében a horoli téglagyár és az üzemanyagállomás területén fogolytábort létesített (Horolszka jama, magyarul Horoli árok néven ismert). A rossz körülmények miatt fél év alatt a német adatok szerint a táborban 37 650 fogvatartott halt meg. A tábor teljes fennállása alatt elhunytak számáról pontos adatok nem állnak rendelkezésre, az áldozatok számát becslések 91 ezer főre teszik. A várost a szovjet csapatok 1943. szeptember 19-én foglalták vissza, a harcokban szovjet részről a Voronyezsi Front 3. gépesített gárdahadteste vett részt.
1965-ben az adminisztratív átalakítás során Horol ismét járási székhely lett. 1972. június 30-án nyílt meg a gyermektápszereket gyártó üzem. Horolt 1977-ben kapcsolták rá a földgázhálózatra. Az 1980-as években a poltavai régióban Horol volt a legfejlettebb élelmiszeriparral rendelkező település. 1983-ba ünnepelték a város hivatalos alapításának 900-adik évfordulóját. 1990-ben kezdték el építeni a horoli német fogolytábor áldozatainak az emlékművét.

## Gazdaság

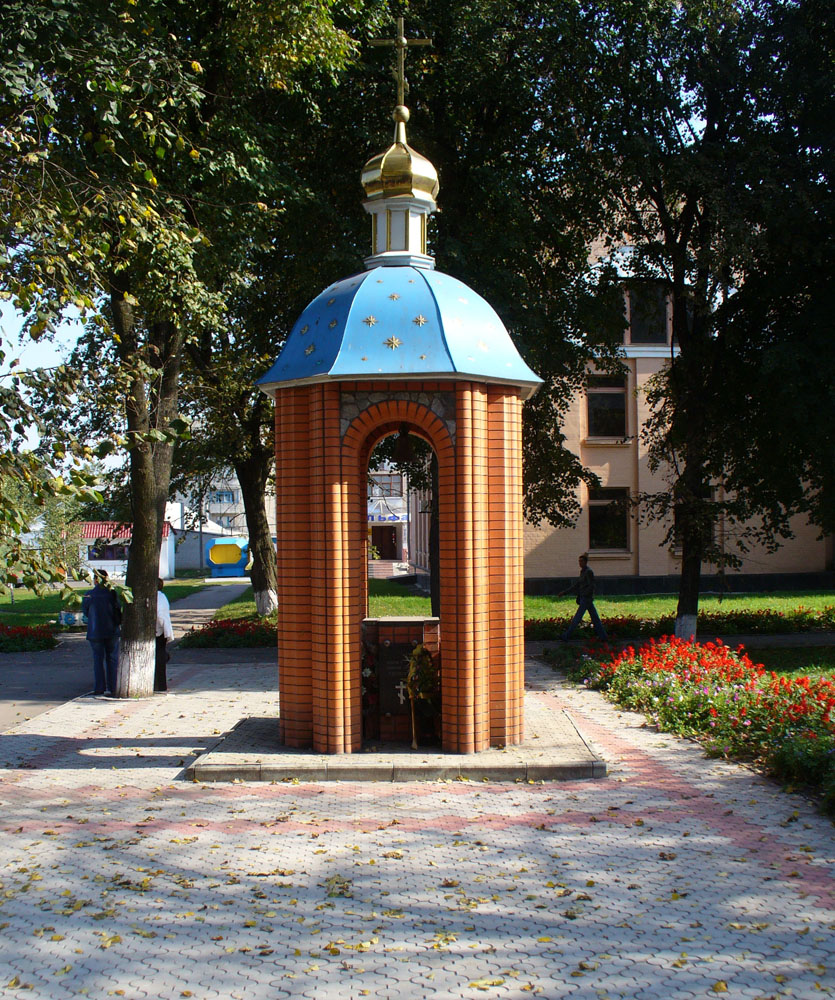
A csernobili atomerőműbaleset elhárításában részt vett horoliak emlékműve

Élelmiszeripara jelentős. Legfőbb ipari létesítményei és vállalatai:
- Horoli Gépgyár (Horolszkij Mehanicsnij Zavod)
- Horoli Gyermektápszergyár
- nyomda
- Horoli Állateledelgyár (csontlisztgyártó üzem)
- kerámiaüzemgyár
- takarmányüzem
- baromfinevelő üzem

## Ismert emberek
Ott született:
- Olesz Uljanenko (1962–2010) ukrán költő
- Volodimir Vasziljovics Volkov szovjet-ukrán színész
- Szerhij Ivanovics Gyagyusa, az Ukrán Népköztársaság hadügyminisztere 1921-ben
- Katerina Mikolajivna Antonovics-Melnik ukrán történész és régész
- Aryeh Dvoretzky izraeli matematikus
- Ben-Cion Dinur, cionista aktivista, történész és izraeli politikus